# Rodolfo Fogwill
Rodolfo Enrique Fogwill (Quilmes, 15 de julio de 1941-Buenos Aires, 20 de agosto de 2010) fue un escritor, publicista, sociólogo y docente argentino. Considerado uno de los más destacados escritores argentinos contemporáneos, su obra, conformada por once novelas, seis libros de cuentos y seis poemarios, se caracteriza por un sentido del humor corrosivo y una prosa vertiginosa de referencias al momento en que fue escrita.
Alcanzó renombre, primero, como directivo de empresas de publicidad y de marketing, hasta que en 1979 fundó la editorial Tierra Baldía, donde editó por primera vez a autores como César Aira, Leónidas Lamborghini y Néstor Perlongher, y en 1980 decidió dedicarse por completo a la literatura. Su primera novela, Los pichiciegos (1983), es considerada un clásico tanto de la literatura argentina como de la literatura sobre la Guerra de Malvinas.

## Biografía

### Primeros años y formación
Rodolfo Enrique Fogwill nació el 15 de julio del año 1941 en la ciudad de Quilmes, Argentina, como hijo de Samuel Fogwill y Beatriz Pinzón. Su madre, de origen genovés, fue descendiente del navegante y explorador español Martín Alonso Pinzón, quien fue parte del descubrimiento de América.
Se licenció en Sociología por la Universidad de Buenos Aires, en la que se desempeñó como profesor titular. Después de que la dictadura militar argentina autodenominada «Revolución Argentina» (1966-1974) lo despidió por «comunista», se desempeñó como directivo de empresas de publicidad y de marketing, donde alcanzó renombre.

### Trayectoria literaria
En 1979, publicó su primer libro, el poemario El efecto de realidad, y fundó la editorial Tierra Baldía. En ella, editó por primera vez a los autores César Aira, Osvaldo y Leónidas Lamborghini, Néstor Perlongher y Oscar Steimberg.
En 1980, publicó su segundo poemario, Las horas de citas, y su primer libro de cuentos, Mis muertos punk. Ese mismo año, gracias a su relato «Muchacha punk», recibió un premio patrocinado por la empresa Coca-Cola, lo que lo llevó a dedicarse por completo a la literatura. De esa forma, publicó en la década de los ochenta sus siguientes tres libros de cuentos: Música japonesa (1982), Ejércitos imaginarios (1983) y Pájaros de la cabeza (1985).
En 1983, publicó su primera novela, Los pichiciegos, acerca de un grupo de soldados en la Guerra de Malvinas. Desde su publicación, el texto ha sido considerado como una de las mejores novelas de la literatura argentina como de la literatura sobre dicho conflicto. En el 2012, además, inspiró dos puestas en escena, una dirigida por Mariana Mazover y otra por Diego Quiroz.
En la década de los noventa, publicó su tercer poemario, Partes del todo (1991), los libros de cuentos Muchacha punk (1992) y Restos diurnos (1993) y las novelas La buena nueva de los Libros del Caminante (1990), Una pálida historia de amor (1991), Vivir afuera (1998) y Cantos de marineros en La Pampa (1998).
En los años dos mil, publicó sus últimos tres poemarios, Lo dado (2001), Canción de paz (2003) y Últimos movimientos (2004), las novelas La experiencia sensible (2001), En otro orden de cosas (2002), Urbana (2003), Runa (2003) y Un guión para Artkino (2008), y el libro jornalístico Los libros de la guerra (2008). En el 2009, además, realizó una selección de todos sus cuentos en el tomo Cuentos completos, que fue prologado por Elvio Gandolfo.
Algunos de sus textos integraron diferentes antologías publicadas en los Estados Unidos, Cuba, México y España. En el 2003, ganó la Beca Guggenheim. En el 2004, obtuvo el Premio Nacional de Literatura por Vivir afuera y el Premio Konex, Diploma al Mérito de Letras en la categoría de Novela por el quinquenio 1999-2003.

### Fallecimiento y publicaciones póstumas

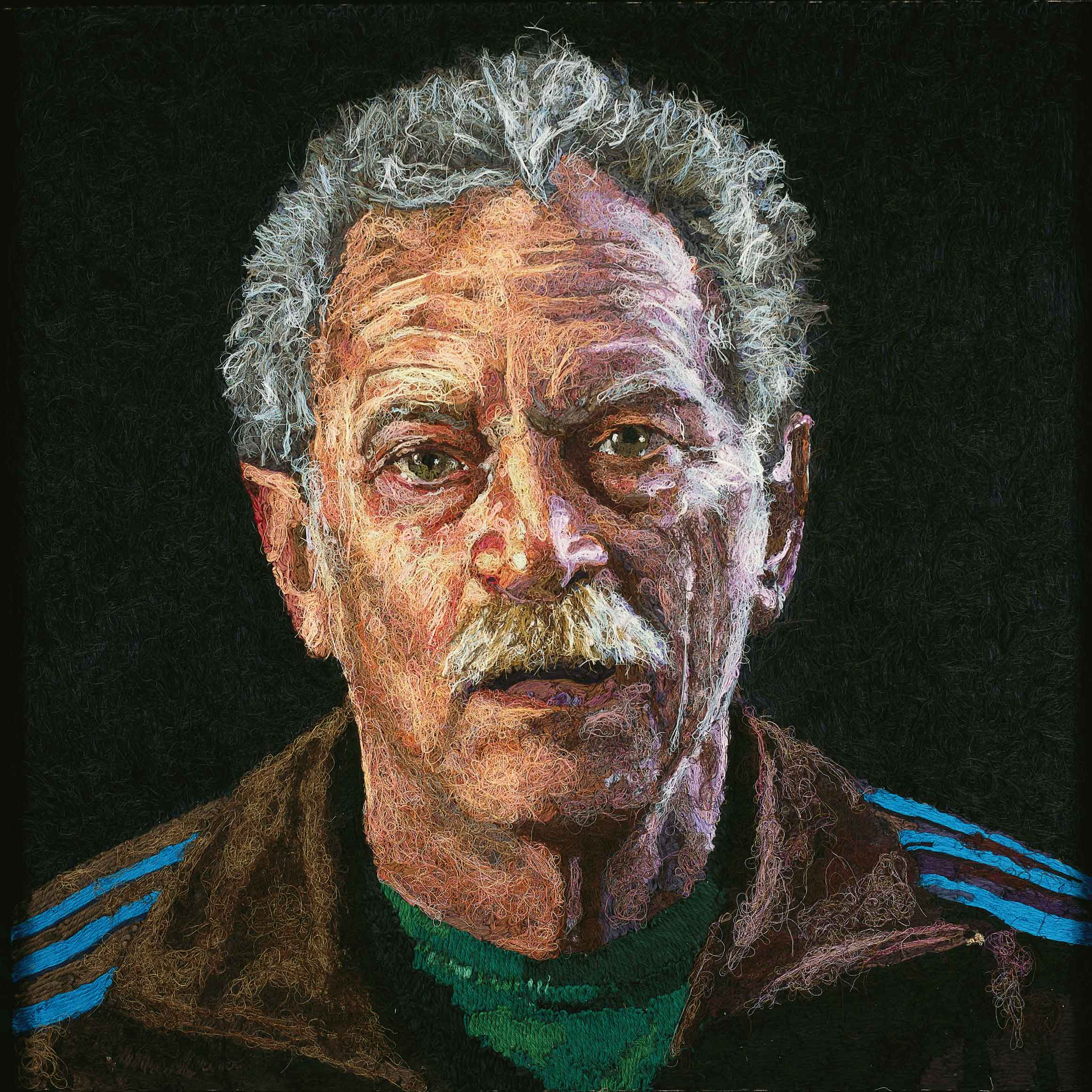
Retrato del escritor realizado por el grupo Mondongo y utilizado en el libro La gran ventana de los sueños (2013).

El 21 de agosto del 2010, Fogwill falleció a los 69 años de edad a causa de un enfisema pulmonar en su departamento de Palermo. Los días 22 y 23 de ese mismo mes, respectivamente, fue velado en la Biblioteca Nacional Mariano Moreno y enterrado en un cementerio de Ezpeleta. Sus textos inéditos fueron clasificados por Vera Fogwill, una de sus hijas, junto a la historiadora Verónica Rossi. Así, en el 2013 la editorial Alfaguara publicó el libro La gran ventana de los sueños, que reúne el diario donde el escritor apuntó textos e imágenes de sueños desde los trece años hasta su muerte.
En el 2014, Alfaguara editó Nuestro modo de vida, primera novela inédita del autor, que fue escrita en los años ochenta. Ese mismo año, el sello Mansalva publicó el libro de testimonios Fogwill, una memoria coral, compilado por Patricio Zunini y con relatos de autores como Luis Chitarroni, Alan Pauls, Sergio Bizzio, César Aira, Ana María Shua y Elsa Osorio, entre otros.
En el 2016, Alfaguara editó la poesía completa del autor y La introducción, su segunda novela inédita, que se encontraba en posesión de Damián Tabarovsky. El mismo año, Mansalva publicó el libro Diálogos en el campo enemigo, que reúne una entrevista realizada al escritor en 1997.
En el 2018, la editorial Blatt & Ríos publicó el libro de cuentos inéditos Memoria romana y otros relatos inéditos. En el 2021, el mismo sello publicó Estados alterados, un ensayo inédito. En el 2022, además, reeditó por primera vez en la Argentina la novela Urbana. Ese mismo año, los archivos personales de Fogwill fueron donados a la Biblioteca Nacional. En diciembre del 2023, los archivos fueron habilitados al público.
En abril del 2024, el escritor y biógrafo Ricardo Strafacce publicó el libro Presentación de Rodolfo Fogwill. Una monografía, acerca de la vida y obra del autor.

## Obra

### Novela
- Los pichiciegos (1983, Ediciones de la Flor)
- La buena nueva de los Libros del Caminante (1990, Planeta)
- Una pálida historia de amor (1991, Planeta)
- Vivir afuera (1998, Sudamericana)
- La experiencia sensible (2001, Mondadori)
- En otro orden de cosas (2002, Mondadori)
- Urbana (2003, Mondadori)
- Runa (2003, Interzona)
- Un guión para Artkino (2008, Mansalva)
- Nuestro modo de vida (2014, Sudamericana)
- La introducción (2016, Sudamericana)

### Cuento
- Mis muertos punk (1980, Tierra Baldía)
- Música japonesa (1982, Editorial de Belgrano)
- Ejércitos imaginarios (1983, CEAL)
- Pájaros de la cabeza (1985, Catálogos Editora)
- Muchacha punk (1992, Planeta)
- Restos diurnos (1993, Sudamericana)
- Cuentos completos (2009, Alfaguara)
- La gran ventana de los sueños (2013, Alfaguara)
- Memoria romana y otros relatos inéditos (2018, Blatt & Ríos)

### Poesía
- El efecto de realidad (1979, Tierra Baldía)
- Las horas de citas (1980, Tierra Baldía)
- Partes del todo (1991, Sudamericana)
- Lo dado (2001, Paradiso)
- Lo cristalino (2003, RiL Editores)
- Canción de paz (2003, Paradiso)
- Últimos movimientos (2004, Paradiso)
- Poesía completa (2016, Alfaguara)

### Ensayo
- Los libros de la guerra (2008, Mansalva)
- Diálogos en el campo enemigo (2016)
- Estados alterados (2021, Blatt & Ríos)

### Antología
- Cantos de marineros en las pampas (1998, Mondadori)

## Premios y becas
- 2003: Beca Guggenheim.[16]
- 2004: Premio Nacional de Literatura por Vivir afuera.[16]
- 2004: Premio Konex, Diploma al Mérito de Letras en la disciplina de Novela por el quinquenio 1999-2003.[16]